# StadtRadio Göttingen
Das StadtRadio Göttingen (SRG) ist ein nichtkommerzieller, zugangsoffener, lokaler Hörfunksender. Er wird, wie andere Bürgersender in Niedersachsen auch zu großen Teilen von der Niedersächsischen Landesmedienanstalt in Hannover finanziert und bietet ein 24-Stunden-Programm. Träger des SRG ist der gemeinnützige Verein für Medienkultur Südniedersachsen e. V.

## Programm

### Allgemeines
Bis 1999 wurden nur ca. 40 % eigenproduziert, in sendefreien Stunden wurde das Programm von NDR Info übernommen. Seit 2001 gibt es ein 24-Stunden-Programm, welches in der Nacht nach der letzten Bürgerfunksendung (meistens beginnend zwischen 23 und 1 Uhr) bis 6 Uhr sowie tagsüber an anderweitig nicht belegten Sendeplätzen von einer automatischen Musikablaufsteuerung übernommen wird. Das heutige Programm setzt sich aus redaktionell gestalteten Sendungen und Bürgerfunk-Sendungen zusammen. Die Musikauswahl ist vielfältig, es gibt jedoch feste Sparten. Die Lokalnachrichten werden durch die Redaktion produziert und in einem Onlinenachrichtenarchiv mit einem Nachrichtenbestand seit 2005 der Öffentlichkeit kostenlos zur Verfügung gestellt. Die internationalen Nachrichten werden seit 2004 vom Kooperationspartner Deutschlandfunk übernommen.

### Bürgerfunksendungen
Ein großer Teil der im StadtRadio Göttingen hörbaren Sendungen sind Bestandteil des Bürgerfunk-Programms, in dessen Rahmen jeder die Möglichkeit hat, seine eigene Radiosendung zu gestalten. Dazu ist eine Bürgerfunkschulung notwendig, die beim StadtRadio angeboten wird. Thema und Inhalte dieser Sendungen sind frei und eigenverantwortlich bestimmbar. Daraus folgt, dass auch die inhaltliche Verantwortung beim Gestalter der Sendung liegt (auf Grundlage des Niedersächsischen Mediengesetzes und einer Benutzungsordnung des SRG) – das StadtRadio stellt lediglich die Technik zur Verfügung. Eine Liste der Bürgerfunksendungen ist bei den Weblinks weiter unten zu finden.

## Technik

### Empfang
Das StadtRadio Göttingen sendet auf 107,1 MHz mit 1 kW vom Osterberg in Bovenden/Göttingen aus und wird auf verschiedenen Frequenzen ins Kabelnetz von Südniedersachsen eingespeist. Außerdem kann man den Sender über einen mp3-Live-Stream empfangen. Ausgewählte Beiträge aus dem redaktionellen Programm und dem Bürgerfunk sind zudem als Audio-Datei herunterladbar. Seit dem 28. April 2025 ist der Sender auch über den DAB+-Kanal 7 D (Niedersachsen Göttingen K7D) zu empfangen.

### Ausstattung des Senders
Das StadtRadio Göttingen startete 1997 mit zwei Sendestudios und zwei Schnittplätzen. Die Sendestudios waren analog, mit Soundcraft Series 10s Sendepulten, ausgestattet. Ein Großteil der Beiträge wurden von Tonband gesendet, gesamte vorproduzierte Sendungen von DAT. Musik wurde von CD oder MD abgespielt. Ab 2004 wurde die digitale Sendeablaufsteuerung von RadioCLIENT eingeführt. Seit August 2008 ist das Bürgerfunkstudio komplett digitalisiert – als Sendepult kommt das DHD RM 2200 zum Einsatz.
Außerdem war das StadtRadio Göttingen der erste nichtkommerzielle Sender in Niedersachsen, welcher schon seit 2000 das Soundprocessing mit einem digitalen Signalprozessor der Marke Optimod verfügte. Bis 2002 war ein analoger Orban 8101-B im Einsatz, danach wurde auf einen digitalen Omnia 4.5-FM umgestellt.
Die Sendekreuzschiene ist weiterhin komplett analog.
Die Zuführung zum Sender Bovenden/Osterberg wird über eine digitale 2x2 Mbit Leitung der Telekom realisiert.

## Mitarbeiter
Es gibt in der Redaktion drei festangestellte Nachrichtenredakteure, derzeit fünf freiberufliche Moderatoren. Außerdem sind in anderen Bereichen wie Verwaltung, Technik und Bürgerfunk noch weitere Mitarbeiter eingestellt. In der Redaktion sind auch viele freie Mitarbeiter tätig.

## Medienpädagogik
Die Vermittlung von Medienkompetenz ist eine der Hauptaufgaben des StadtRadio Göttingen. Dabei werden nicht nur Bürgerfunkerinnen und Bürgerfunker ausgebildet, sondern es wird auch mit Schulen und Institutionen in Südniedersachsen kooperiert. Das Angebot umfasst neben theoretischer und praktischer Projektarbeit auch die Bereitstellung von Jahres-Praktikumsplätzen für Schülerinnen und Schüler der berufsbildenden Schulen.